# 영국 학파
영국 학파(English school of international relations theory)는 국제관계론에서 무정부 상태 (국제 관계)(즉, 글로벌 통치자 또는 세계 국가의 부족)에도 불구하고 단순히 물질적 능력보다는 아이디어가 국제 정치의 행위를 형성하므로 분석과 비평을 받을 자격이 있다는 확신을 나타낸다. 이러한 의미에서 구성주의 (국제 관계)와 유사하지만, 영국 학파는 일반적으로 구성주의의 경우보다 세계사, 국제법 및 정치 이론에 뿌리를 두고 있으며 규범적 접근 방식에 더 개방적이다.

## 같이 보기
- 국제사회
- 지구촌